# Luiz Alberto de Araújo
Luiz Alberto Cardoso de Araújo (Artur Nogueira, 27 giugno 1987) è un multiplista brasiliano.

## Biografia
Araújo ha intrapreso la carriera atletica iniziando le prime competizioni nel 2004 prediligendo le corse ad ostacoli ma sperimentando varie discipline, così da competere nell'octathlon ai Campionati sudamericani allievi in Ecuador e vincere la medaglia d'oro. Proprio nelle prove multiple ha proseguito il suo percorso atletico che lo ha portato ad avere successo in campo regionale, come la medaglia d'oro vinta ai Giochi panamericani in Cile del 2014 a cui ha fatto seguito la medaglia di bronzo ai Giochi panamericani in Canada nel 2015.
In campo internazionale ha preso parte ad alcune edizioni dei Mondiali ma soprattutto partecipato a due edizioni consecutive dei Giochi olimpici, classificandosi diciassettesimo a Londra 2012 e decimo a Rio de Janeiro 2016.
Araújo ha detenuto per un anno nel 2012 il record sudamericano del decathlon, battuto l'anno seguente dal connazionale Carlos Chinin.

## Progressione

### Decathlon
| Stagione | Punteggio | Luogo          | Data      | Rank. Mond. |
| -------- | --------- | -------------- | --------- | ----------- |
| 2019     | 7587 p.   | Bragança       | 31-8-2019 |             |
| 2018     | 7954 p.   | Kladno         | 17-6-2018 |             |
| 2017     | 7284 p.   | São Bernardo   | 12-3-2017 |             |
| 2016     | 8315 p.   | Rio de Janeiro | 18-8-2016 |             |
| 2015     | 8179 p.   | Toronto        | 23-7-2015 |             |
| 2014     | 7733 p.   | Santiago       | 15-3-2014 |             |
| 2013     | 7958 p.   | San Paolo      | 8-8-2013  |             |
| 2012     | 8276 p.   | San Paolo      | 30-8-2012 |             |
| 2011     | 8115 p.   | San Paolo      | 6-8-2011  |             |
| 2010     | 7816 p.   | San Fernando   | 5-6-2010  |             |
| 2009     | 7324 p.   | Bragança       | 31-5-2009 |             |
| 2008     | 7733 p.   | Santo Domingo  | 1-6-2008  |             |
| 2007     | 7503 p.   | San Paolo      | 5-5-2007  |             |
| 2006     | 7386 p.   | San Paolo      | 24-9-2006 |             |

## Palmarès
| Anno | Manifestazione             | Sede           | Evento    | Risultato | Prestazione | Note              |
| ---- | -------------------------- | -------------- | --------- | --------- | ----------- | ----------------- |
| 2004 | Sudamericani U18           | Guayaquil      | Octathlon | Oro       | 5966 p.     |                   |
| 2005 | Sudamericani U20           | Rosario        | Decathlon | Argento   | 7267 p.     |                   |
| 2006 | Mondiali U20               | Pechino        | Decathlon | 6º        | 7472 p.     |                   |
| 2006 | Sudamericani               | Tunja          | Decathlon | dnf       | dnf         |                   |
| 2006 | Sudamericani U23           | Buenos Aires   | Decathlon | Argento   | 7140 p.     |                   |
| 2008 | Sudamericani U23           | Lima           | 110 m hs  | Argento   | 14"34       |                   |
| 2010 | Campionati ibero-americani | San Fernando   | Decathlon | Oro       | 7816 p.     |                   |
| 2011 | Sudamericani               | Tunja          | Decathlon | Oro       | 7944 p.     |                   |
| 2011 | Mondiali                   | Taegu          | Decathlon | 16º       | 7902 p.     |                   |
| 2011 | Giochi panamericani        | Guadalajara    | Decathlon | dnf       | dnf         |                   |
| 2012 | Campionati ibero-americani | Barquisimeto   | Decathlon | Oro       | 7772 p.     |                   |
| 2012 | Giochi olimpici            | Londra         | Decathlon | 19º       | 7849 p.     |                   |
| 2013 | Sudamericani               | Cartagena      | Decathlon | dnf       | dnf         |                   |
| 2014 | Giochi sudamericani        | Santiago       | Decathlon | Oro       | 7733 p.     | Record dei Giochi |
| 2015 | Sudamericani               | Lima           | Decathlon | Oro       | 7799 p.     |                   |
| 2015 | Giochi panamericani        | Toronto        | Decathlon | Bronzo    | 8179 p.     |                   |
| 2015 | Mondiali                   | Pechino        | Decathlon | dnf       | dnf         |                   |
| 2016 | Giochi olimpici            | Rio de Janeiro | Decathlon | 10º       | 8315 p.     |                   |
| 2017 | Mondiali                   | Londra         | Decathlon | dnf       | dnf         |                   |
| 2018 | Campionati ibero-americani | Trujillo       | Decathlon | dnf       | dnf         |                   |
| 2019 | Sudamericani               | Lima           | Decathlon | dnf       | dnf         |                   |